# Año Internacional de los Voluntarios
2001 fue proclamado Año Internacional de los Voluntarios por la Asamblea General de las Naciones Unidas mediante la resolución 52/17, adoptada el 20 de noviembre de 1997. La proclamación respondió a la recomendación del Consejo Económico y Social de la ONU a través de su resolución 1997/44, y el seguimiento de actividades relacionadas se oficializó en la resolución 55/57, aprobada el 4 de diciembre de 2000. La iniciativa buscaba subrayar la valiosa contribución del voluntariado al desarrollo económico y social, promoviendo su relevancia como una forma esencial de participación en las sociedades contemporáneas.
El Programa de Voluntarios de las Naciones Unidas (VNU) fue designado como el organismo coordinador de este Año Internacional, con el objetivo de fomentar la sensibilización global sobre el valor del voluntariado y crear un entorno que facilitara la participación activa de más personas de diversos sectores de la sociedad.

## Actividades y alcance
Durante este año, se alentó a los Estados miembros a promover un entorno propicio para la reflexión sobre las características y tendencias de las actividades voluntarias a nivel nacional y local. Entre los objetivos principales destacaron la inclusión de jóvenes, personas mayores y personas con discapacidad en las actividades voluntarias, reconociendo los beneficios personales y sociales que estas generan. Se promovió la colaboración entre gobiernos, organizaciones no gubernamentales, el sector privado y otros actores, con especial énfasis en el desarrollo de actividades en comunidades locales, en colaboración con escuelas, medios de comunicación y líderes comunitarios.
VNU desempeñó un papel central al trabajar junto con otras organizaciones del sistema de la ONU, para integrar el voluntariado en sus áreas de trabajo y fortalecer las redes de cooperación en esta temática. El financiamiento de las actividades se obtuvo mayoritariamente a través de contribuciones voluntarias del sector privado y de los Estados miembros.
El 5 de diciembre de 2001 se celebró su clausura, coincidiendo con el Día Internacional de los Voluntarios. En este contexto, se dedicaron dos sesiones plenarias de la Asamblea General para analizar los logros alcanzados y las estrategias a futuro. Posteriormente, se presentó un informe en el 57° período de sesiones de la Asamblea General, destacando el impacto de las actividades realizadas y sugiriendo medidas para seguir promoviendo el voluntariado en el mundo.